# 戴長樂
戴长乐（?—?），西汉人，官至太仆。
生卒年不詳。汉宣帝在民间时与戴长乐相知为友，汉宣帝即位後，拔擢为吏，任命为太仆。曾受命於宗庙代天子习威仪，回來後對人吹嘘自己的氣派。有人上告说戴长乐不宜有此言，此事交付廷尉处理。戴長樂懷疑是光祿勳杨恽所指使，于是上书告杨恽有诽谤朝廷罪，即《上疏告扬恽罪》，检举他“以主上为戏语，尤悖逆绝理”，使杨恽以罪下狱。汉宣帝不忍诛杀，两人都被免職为庶人。餘事失考。